# Marek Łbik
Marek Łbik (Poznań, 30 gennaio 1958) è un ex canoista polacco.
Alle Olimpiadi di Seul 1988 ha vinto un argento nel C2 500 m e un bronzo nel C2 1000 m, in coppia con Marek Dopierała.
Si è ritirato dall'attività agonistica.

## Palmarès
- Olimpiadi
  - Seul 1988: argento nel C2 500 m e bronzo nel C2 1000 m.

- Mondiali
  - 1979: bronzo nel C2 500 m.
  - 1985: argento nel C2 500 m e bronzo nel C2 1000.
  - 1986: oro nel C2 10000 m e argento nel C2 1000 m.
  - 1987: oro nel C2 500 m e argento nel C2 1000 m.
  - 1989: argento nel C2 500 m.